# Eurytoma scabritigera
Eurytoma scabritigera is een vliesvleugelig insect uit de familie Eurytomidae. De wetenschappelijke naam is voor het eerst geldig gepubliceerd in 1982 door Bugbee.